# Кодлинг, Нил
Нил Кодлинг (англ. Neil Codling, полное имя Нил Джон Кодлинг, англ. Neil John Codling; 5 декабря 1973, Тиддингтон, графство Уорикшир) — английский музыкант, известный прежде всего как клавишник группы Suede.

## Биография
Детство Нила Кодлинга прошло в Стратфорде-на-Эйвоне. Учился в университете Халла, где изучал английский язык и драматургию. Является двоюродным братом барабанщика Suede Саймона Гилберта.

### Suede
Осенью 1995 года Кодлинг присоединился к группе в качестве клавишника и бэк-вокалиста во время записи третьего альбома Suede, Coming Up.
В составе группы впервые появился 27 января 1996 года на закрытом фан-концерте в ночном клубе Hanover Grand в Лондоне, а первое публичное выступление с коллективом состоялось в сентябре 1996 года.
На альбоме Head Music роль Кодлинга значительно возросла. Он соавтор многих песен, вошедших в альбом, и единственный автор композиций «Elephant Man», «Digging a Hole», «Waterloo» и «Weight of the World», на последних трёх из которых (все они — бисайды) выступил вокалистом. Также он играл на ритм-гитаре на некоторых концертных выступлениях группы. Вместе с гитаристом Ричардом Оуксом Нил Кодлинг привнёс в стиль Suede свежую струю, содействуя успеху альбомов Coming Up и Head Music, попавших на вершины британских чартов.
23 марта 2001 года, перед самым началом записи нового альбома, было объявлено, что Кодлинг покинул Suede из-за синдрома хронической усталости. В декабре 2004 года он выступил в составе своего музыкального проекта Barry O’Neil’s — дуэта, состоящего из него самого (фортепиано, гитара) и Хэрриет Коли (вокал).
В последующее время Кодлинг играл на клавишных во время турне певицы Натали Имбрульи «Counting Down the Days». В апреле 2007 года было объявлено, что он будет на клавишных на двух сольных концертах Бретта Андерсона в Германии — первое его сотрудничество с членом Suede после ухода оттуда.
Группа Suede (а в её составе и Нил Кодлинг) воссоединилась в 2010 году.